# Дружини керманичів Київської Русі та України

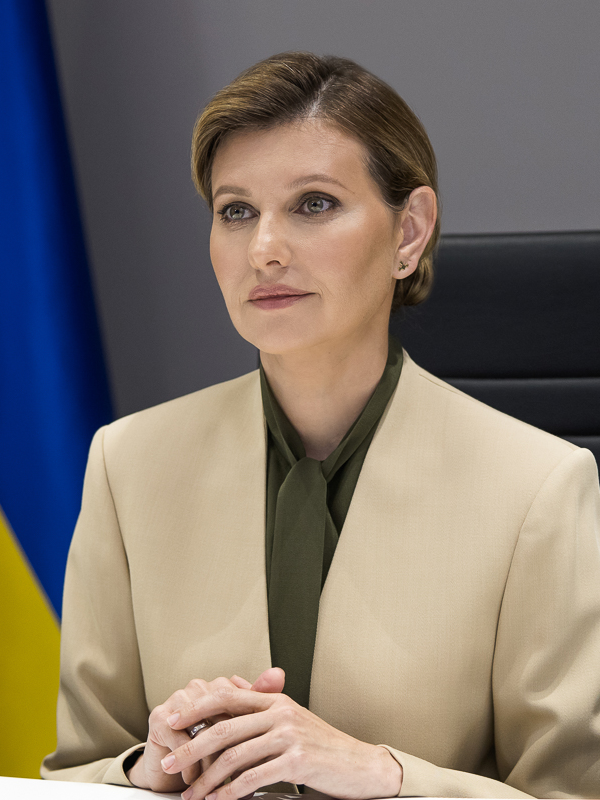
Олена Зеленська, чинна перша пані України

Тут подані законні дружини керівників Української держави в різні історичні періоди. Серед них такі титули:
- Пе́рша па́ні[1][2][3] (ле́ді)[4][5] Украї́ни, або ж дружи́на Президе́нта Украї́ни[6][5][7] — дружина глави незалежної української держави (від 24 серпня 1991 року), виконавиця ряду політичних та гуманітарних функцій.
- Дружина керівника Української РСР у складі СРСР (1919—1991).
- Дружина керівника УНР та керівника уряду в екзилі — держави на території теперішньої України (1917—1921) та уряду в екзилі (1921—1992).
- Гетьманша України — дружина гетьмана за часів Гетьманщини (1648—1764).
- Велика княгиня київська — дружина великого князя київського, за обсягом влади княгиня-консорт (іноді регентка чи правляча княгиня, як-от княгиня Ольга).

## Дружини Президентів України
| Перша пані | Перша пані       | Перша пані                                                                    | Роки життя      | Дата реєстрації шлюбу | Чоловік              | Початок терміну | Закінчення терміну |
| ---------- | ---------------- | ----------------------------------------------------------------------------- | --------------- | --------------------- | -------------------- | --------------- | ------------------ |
| 1          |                  | Антоніна Кравчук (до шлюбу Мішура) Кандидат економічних наук                  | нар. 03.11.1935 | 1957                  | Леонід Кравчук       | 5 грудня 1991   | 19 липня 1994      |
| 2          | Людмила Кучма    | Людмила Кучма (до шлюбу Талалаєва) Інженер-механік                            | нар. 19.06.1940 | 1967                  | Леонід Кучма         | 19 липня 1994   | 23 січня 2005      |
| 3          | Катерина Ющенко  | Катерина Ющенко (до шлюбу Кетрін Клер Чумаченко) Магістр міжнародних фінансів | нар. 01.09.1961 | 1998                  | Віктор Ющенко        | 23 січня 2005   | 25 лютого 2010     |
| 4          | Людмила Янукович | Людмила Янукович (до шлюбу Настенко) Інженер-будівельник                      | нар. 09.10.1949 | 1971                  | Віктор Янукович      | 25 лютого 2010  | 22 лютого 2014     |
| в.о.       |                  | Ганна Турчинова (до шлюбу Белиба) Кандидат педагогічних наук                  | нар. 01.04.1970 | 1991                  | Олександр Турчинов   | 22 лютого 2014  | 7 червня 2014      |
| 5          |                  | Марина Порошенко (до шлюбу Переведенцева) Кандидат медичних наук              | нар. 01.02.1962 | 1985                  | Петро Порошенко      | 7 червня 2014   | 20 травня 2019     |
| 6          | Олена Зеленська  | Олена Зеленська (до шлюбу Кияшко) сценаристка                                 | нар. 06.02.1978 | 2003                  | Володимир Зеленський | 20 травня 2019  | Досі на посаді     |

## Дружини керівниківУкраїнської Народної РеспублікитаУкраїнської Держави
| Перша пані | Перша пані | Перша пані                                 | Роки життя                      | Дата реєстрації шлюбу | Чоловік              | Початок терміну | Закінчення терміну |
| ---------- | ---------- | ------------------------------------------ | ------------------------------- | --------------------- | -------------------- | --------------- | ------------------ |
| 1          |            | Марія Грушевська (до шлюбу Вояківська)     | нар. 08.11.1868 пом. 19.09.1948 | 1896                  | Михайло Грушевський  | 1917            | 1918               |
| 2          |            | Олександра Скоропадська (до шлюбу Дурново) | нар. 23.05.1878 пом. 29.12.1951 | 11.01.1897            | Павло Скоропадський  | 1918            | 1918               |
| 3          |            | Розалія Винниченко (до шлюбу Лівшиць)      | нар. 26.07.1886 пом. 06.02.1959 | 28.03.1911            | Володимир Винниченко | 1919            | 1919               |
| 4          |            | Ольга Петлюра (до шлюбу Більська)          | нар. 23.12.1885 пом. 23.11.1959 | 1910                  | Симон Петлюра        | 1919            | 1921               |

## Дружини ПрезидентівУкраїнської Народної Республікив екзилі
| Перша пані | Перша пані | Перша пані                            | Роки життя                      | Дата реєстрації шлюбу | Чоловік           | Початок терміну | Закінчення терміну |
| ---------- | ---------- | ------------------------------------- | ------------------------------- | --------------------- | ----------------- | --------------- | ------------------ |
| 1          |            | Марія Лівицька (до шлюбу Ткаченко)    | нар. 9.04.1879 пом. 16.08.1971  | 1901                  | Андрій Лівицький  | 1926            | 1954               |
| 2          |            | Меланія Витвицька (до шлюбу Стельмах) | нар. 31.12.1887 пом. 28.09.1963 | 1910                  | Степан Витвицький | 1954            | 1963               |
| 3          |            | Гельга Лівицька (до шлюбу Вайнцирль)  | нар. 19??                       |                       | Микола Лівицький  | 1967            | 1989               |
| 4          |            | Ярослава Плав'юк (до шлюбу Бойко)     | нар. 24.03.1926 пом. 04.03.2023 | 1948                  | Микола Плав'юк    | 1989            | 1992               |

## Дружини керівниківУкраїнської РСР
| Ім'я | Ім'я | Ім'я                                                       | Роки життя                      | Дата реєстрації шлюбу | Чоловік                         | Початок терміну | Закінчення терміну |
| ---- | ---- | ---------------------------------------------------------- | ------------------------------- | --------------------- | ------------------------------- | --------------- | ------------------ |
| 1    |      | Євгенія Бош (до шлюбу Майш)                                | нар. 23.08.1879 пом. 05.01.1925 |                       | П'ятаков Юрій Леонідович        | 1918            | 1918               |
| 2    |      | Гопнер Серафима Іллівна (до шлюбу Гопнер)                  | нар. 07.04.1880 пом. 25.03.1966 |                       | Квірінг Еммануїл Йонович        | 1918            | 1919               |
| 3    |      | Молотова Поліна Семенівна (до шлюбу Жемчужина, Карпо́вська) | нар. 12.03.1897 пом. 01.05.1970 |                       | Молотов В'ячеслав Михайлович    | 1920            | 1921               |
| 4    |      | Кон Христина Григорівна (до шлюбу Грінберг)                | нар. 19.11.1857 пом. 1942       |                       | Кон Фелікс Якович               | 1921            | 1921               |
| 5    |      | Мануїльська Єлізавета Миколаївна (до шлюбу Лебедєва)       | нар. 1887 пом. 1963             |                       | Мануїльський Дмитро Захарович   | 1921            | 1923               |
| 6    |      | Гопнер Серафима Іллівна (до шлюбу Гопнер)                  | нар. 07.04.1880 пом. 25.03.1966 |                       | Квірінг Еммануїл Йонович        | 1923            | 1925               |
| 7    |      | Каганович Марія Марківна (до шлюбу Приворотська)           | нар. 12.12.1894 пом. 01.11.1961 |                       | Каганович Лазар Мойсейович      | 1925            | 1928               |
| 8    |      | Косіор Лізавета Сергіївна                                  | нар. 1895 пом. 1938             | 1921                  | Косіор Станіслав Вікентійович   | 1928            | 1938               |
| 9    |      | Кухарчук-Хрущова Ніна Петрівна (до шлюбу Кухарчук)         | нар. 14.04.1900 пом. 09.08.1984 |                       | Хрущов Микита Сергійович        | 1938            | 1949               |
| 10   |      | Мельникова Ганна Романівна                                 | нар. пом.                       | 1934                  | Мельников Леонід Георгійович    | 1949            | 1953               |
| 11   |      | Кириченко Євдокія Мойсеївна                                | нар. 1906 пом. 1984             | 1935                  | Кириченко Олексій Іларіонович   | 1953            | 1957               |
| 12   |      | Підгорна Олена Олексіївна (до шлюбу Назарова)              | нар. 1908 пом. 1995             | 1926                  | Підгорний Микола Вікторович     | 1957            | 1963               |
| 13   |      | Шелест Іраїда Павлівна (до шлюбу Мозгова)                  | нар. 18.03.1913 пом. 11.02.2007 | 1942                  | Шелест Петро Юхимович           | 1963            | 1972               |
| 14   |      | Щербицька Аріадна Гаврилівна (до шлюбу Жеромська)          | нар. 15.11.1923 пом. 11.11.2015 | 1945                  | Щербицький Володимир Васильович | 1972            | 1989               |
| 15   |      | Івашко Людмила Василівна (до шлюбу Розанова)               | нар. 25.08.1932                 | 1951                  | Івашко Володимир Антонович      | 1989            | 1990               |

## Гетьманші України
| Гетьманша | Гетьманша | Гетьманша                                          | Роки життя          | Дата реєстрації шлюбу | Чоловік                  | Початок терміну | Закінчення терміну |
| --------- | --------- | -------------------------------------------------- | ------------------- | --------------------- | ------------------------ | --------------- | ------------------ |
| 1         |           | Ганна Хмельницька (до шлюбу Сомко)                 | нар. 1608 пом. 1648 | 1625                  | Богдан Хмельницький      | 1648            | 1648               |
| 2         |           | Олена Хмельницька (до шлюбу Чаплинська)            | нар. 16?? пом. 1651 | 1648                  | Богдан Хмельницький      | 1648            | 1651               |
| 3         |           | Ганна Хмельницька (до шлюбу Золоторенко)           | нар. 16?? пом. 1671 | 1651                  | Богдан Хмельницький      | 1651            | 1657               |
| 4         |           | Олена Виговська (до шлюбу Стеткевич)               | нар. 16?? пом. 1664 | 1656                  | Іван Виговський          | 1657            | 1659               |
| 5         |           | Ірина Сомко                                        | нар. 1623 пом. 16?? | 1643                  | Яким Сомко               | 1660            | 1663               |
| 6         |           | Дарія Брюховецька (до шлюбу Долгорукова)           | нар. 1639 пом. 1669 | 01.1665               | Іван Брюховецький        | 1663            | 1668               |
| 7         |           | Катерина Тетеря (до шлюбу Хмельницька)             | нар. 16?? пом. 1668 | 1659                  | Павло Тетеря             | 1663            | 1665               |
| 8         |           | Євросинія Дорошенко (до шлюбу Яненко-Хмельницька)  | нар. 16?? пом. 1684 | 1665                  | Петро Дорошенко          | 1665            | 1669               |
| 9         |           | Ганна Дорошенко (до шлюбу Половець)                | нар. 1642 пом. 1702 |                       | Петро Дорошенко          | 1665            | 1669               |
| 10        |           | Анастасія Многогрішна                              | нар. 16?? пом. 1684 |                       | Дем'ян Многогрішний      | 1669            | 1672               |
| 11        |           | Марія Самойлович (до шлюбу Голуб)                  | нар. 16?? пом. 1687 | 1659                  | Іван Самойлович          | 1672            | 1687               |
| 12        |           | Олена Куницька                                     | нар. 16?? пом. 1684 | 1672                  | Стефан Куницький         | 1683            | 1684               |
| 13        |           | Парасковія Могила (до шлюбу Мозиря)                | нар. 16?? пом. 1689 | 1670                  | Могила Андрій Андрійович | 1684            | 1689               |
| 14        |           | Анастасія Дука (до шлюбу Дабижа)                   | нар. 16?? пом. 1693 | 1665                  | Георге Дука              | 1681            | 1684               |
| 15        |           | Ганна Мазепа (до шлюбу Половець)                   | нар. 1642 пом. 1702 | 1668                  | Іван Мазепа              | 1687            | 1708               |
| 16        |           | Пелагія Скоропадська (до шлюбу Каленикович)        | нар. 16?? пом. 1699 | 1675                  | Іван Скоропадський       | 1708            | 1722               |
| 17        |           | Анастасія Скоропадська (до шлюбу Маркович)         | нар. 1667 пом. 1729 | 1700                  | Іван Скоропадський       | 1708            | 1722               |
| 18        |           | Ганна Орлик (до шлюбу Герцик)                      | нар. 16?? пом. 17?? | 1698                  | Пилип Орлик              | 1708            | 1742               |
| 19        |           | Євфимія Полуботок (до шлюбу Самойлович)            | нар. 1663 пом. 1717 | 1680                  | Павло Полуботок          | 1722            | 1724               |
| 20        |           | Ганна Полуботок (до шлюбу Лазаревич)               | нар. 16?? пом. 1737 | 1719                  | Павло Полуботок          | 1722            | 1724               |
| 21        |           | Уляна Апостол (до шлюбу Іскрицька)                 | нар. 16?? пом. 1742 | 1677                  | Данило Апостол           | 1727            | 1734               |
| 22        |           | Розумовська Катерина Іванівна (до шлюбу Наришкіна) | нар. 1729 пом. 1771 | 1746                  | Кирило Розумовський      | 1750            | 1764               |

## Великі княгині Київські
| Княгиня | Княгиня | Княгиня                         | Роки життя                   | Дата реєстрації шлюбу | Чоловік                 | Початок терміну | Закінчення терміну |
| ------- | ------- | ------------------------------- | ---------------------------- | --------------------- | ----------------------- | --------------- | ------------------ |
| 1       |         | Ольга                           | нар. 902 пом. 969            | 912                   | Ігор Рюрикович          | 915             | 945                |
| 2       |         | Предслава                       | нар. пом.                    |                       | Святослав Ігорович      | 945             | 972                |
| 3       |         | Ірина                           | нар. пом. 980                |                       | Ярополк Святославич     | 972             | 978                |
| 4       |         | Олова                           | нар. пом. 990                |                       | Володимир Святославич   | 978             | 990                |
| 5       |         | Рогнеда                         | нар. 962 пом. 1000           |                       | Володимир Святославич   | 978             | 1000               |
| 6       |         | Малфріда                        | нар. 962 пом. 1001           |                       | Володимир Святославич   | 981             | 1001               |
| 7       |         | Анна Порфірогенета              | нар. 963 пом. 1011           |                       | Володимир Святославич   | 989             | 1011               |
| 8       |         | Донька Болеслава I Хороброго    | нар. 991 пом. 1018           | 1010                  | Святополк Окаянний      | 1015            | 1018               |
| 9       |         | Анна                            | нар. пом. 1019               |                       | Ярослав Мудрий          | 1017            | 1019               |
| 10      |         | Інгігерда                       | нар. 1002 пом. 1050          |                       | Ярослав Мудрий          | 1019            | 1054               |
| 11      |         | Гертруда Польська               | нар. пом.                    |                       | Ізяслав Ярославич       | 1054            | 1068               |
| 12      |         |                                 | нар. пом.                    |                       | Всеслав Брячиславич     | 1068            | 1069               |
| 13      |         | Гертруда Польська               | нар. пом.                    |                       | Ізяслав Ярославич       | 1069            | 1073               |
| 14      |         | Ода Штаденська                  | нар. пом.                    |                       | Святослав Ярославич     | 1073            | 1076               |
| 15      |         | Гертруда Польська               | нар. пом.                    |                       | Ізяслав Ярославич       | 1077            | 1078               |
| 16      |         | Анна Половчанка                 | нар. пом. 1111               |                       | Всеволод Ярославич      | 1078            | 1093               |
| 17      |         | Олена Тугорканівна              | нар. пом. 1103               |                       | Святополк Ізяславич     | 1093            | 1103               |
| 18      |         | Варвара Комніна                 | нар. пом.                    |                       | Святополк Ізяславич     | 1103            | 1113               |
| 19      |         | Ґіта Вессекська                 | нар. пом.                    |                       | Володимир Мономах       | 1113            | 1125               |
| 20      |         | Любава                          | нар. пом. 1169               |                       | Мстислав Великий        | 1122            | 1132               |
| 21      |         | Христина Шведська (Інгесдоттер) | нар. пом.                    |                       | Мстислав Великий        | 1125            | 1132               |
| 22      |         |                                 | нар. пом.                    |                       | Ярополк Володимирович   | 1132            | 1139               |
| 23      |         |                                 | нар. пом.                    |                       | В'ячеслав Володимирович | 1139            |                    |
| 24      |         | Агафія (Марія) Мстиславна       | нар. пом. 1179               |                       | Всеволод Ольгович       | 1139            | 1146               |
| 25      |         |                                 | нар. пом.                    |                       | Ігор Ольгович           | 1146            |                    |
| 26      |         | Агнеса Гогенштауфен             | нар. 1116 пом. 1151          |                       | Ізяслав Мстиславич      | 1146            | 1154               |
| 27      |         |                                 | нар. пом.                    |                       | Ростислав Мстиславич    | 1154            |                    |
| 28      |         |                                 | нар. пом.                    |                       | Ізяслав Давидович       | 1154            | 1155               |
| 29      |         | Ольга                           | нар. пом.                    |                       | Юрій Долгорукий         | 1155            | 1157               |
| 30      |         |                                 | нар. пом.                    |                       | Ізяслав Давидович       | 1157            | 1158               |
| 31      |         |                                 | нар. пом.                    |                       | Ростислав Мстиславич    | 1159            | 1167               |
| 32      |         |                                 | нар. пом.                    |                       | Володимир Мстиславич    | 1167            |                    |
| 33      |         | Агнешка Болеславна              | нар. 1137 пом. після 1182    |                       | Мстислав Ізяславич      | 1167            | 1170               |
| 34      |         |                                 | нар. пом.                    |                       | Гліб Юрійович           | 1170            | 1171               |
| 35      |         |                                 | нар. пом.                    |                       | Володимир Мстиславич    | 1171            |                    |
| 36      |         | Февронія                        | нар. пом.                    |                       | Михайло Юрійович        | 1171            |                    |
| 37      |         |                                 | нар. пом.                    |                       | Роман Ростиславич       | 1171            | 1173               |
| 38      |         | Марія Шварнівна                 | нар. пом.                    |                       | Всеволод Велике Гніздо  | 1173            |                    |
| 39      |         | Анна Юріївна                    | нар. до 1157 пом. після 1205 |                       | Рюрик Ростиславич       | 1173            |                    |
| 40      |         |                                 | нар. пом.                    |                       | Ярослав Ізяславич       | 1173            | 1174               |
| 41      |         | Марія Васильківна               | нар. пом. 1194               |                       | Святослав Всеволодович  | 1174            |                    |
| 42      |         |                                 | нар. пом.                    |                       | Роман Ростиславич       | 1174            | 1176               |
| 43      |         | Марія Васильківна               | нар. пом. 1194               |                       | Святослав Всеволодович  | 1176            | 1181               |
| 44      |         |                                 | нар. пом.                    |                       | Рюрик Ростиславич       | 1181            |                    |
| 45      |         |                                 | нар. пом.                    |                       | Святослав Всеволодович  | 1181            | 1194               |
| 46      |         |                                 | нар. пом.                    |                       | Рюрик Ростиславич       | 1194            | 1201               |
| 47      |         | Предслава Рюриківна             | нар. пом.                    |                       | Роман Мстиславич        | 1201            |                    |
| 48      |         | Єфросинія-Анна                  | нар. 1185 пом. 1253          |                       | Роман Мстиславич        | 1199            | 1200               |
| 49      |         |                                 | нар. пом.                    |                       | Інгвар Ярославич        | 1201            | 1202               |
| 50      |         |                                 | нар. пом.                    |                       | Рюрик Ростиславич       | 1203            | 1204               |
| 51      |         |                                 | нар. пом.                    |                       | Роман Мстиславич        | 1204            |                    |
| 52      |         | Верхуслава-Антонія Всеволодівна | нар. 1180 пом. 1222          | 1188                  | Ростислав Рюрикович     | 1204            | 1205               |
| 53      |         |                                 | нар. пом.                    |                       | Рюрик Ростиславич       | 1205            | 1206               |
| 54      |         | Марія-Анастасія Казимирівна     | нар. 1164 пом. 1194          |                       | Всеволод Чермний        | 1206            | 1207               |
| 55      |         |                                 | нар. пом.                    |                       | Рюрик Ростиславич       | 1207            | 1210               |
| 56      |         | Марія-Анастасія Казимирівна     | нар. 1164 пом. 1194          |                       | Всеволод Чермний        | 1210            | 1212               |
| 57      |         |                                 | нар. пом.                    |                       | Інгвар Ярославич        | 1212            |                    |
| 58      |         |                                 | нар. пом.                    |                       | Мстислав Старий         | 1212            | 1223               |
| 59      |         |                                 | нар. пом.                    |                       | Володимир Рюрикович     | 1223            | 1234               |
| 60      |         |                                 | нар. пом.                    |                       | Ізяслав IV Мстиславич   | 1235            |                    |
| 61      |         |                                 | нар. пом.                    |                       | Володимир Рюрикович     | 1236            |                    |
| 62      |         |                                 | нар. пом.                    |                       | Ярослав Всеволодович    | 1236            | 1238               |
| 63      |         | Олена Романівна                 | нар. пом.                    |                       | Михайло Всеволодович    | 1238            | 1239               |
| 64      |         |                                 | нар. пом.                    |                       | Ростислав Мстиславич    | 1239            |                    |
| 65      |         | Анна Мстиславна                 | нар. пом.                    |                       | Данило Галицький        | 1240            |                    |
| 66      |         | Анна Угорська                   | нар. пом.                    |                       | Ростислав Михайлович    | 1243            | 1244               |
| 67      |         | Олена Романівна                 | нар. пом.                    |                       | Михайло Всеволодович    | 1241            | 1245               |